# レンスター・ラグビー
レンスター・ラグビー（英: Leinster Rugby）は、アイルランドのダブリンを本拠地とするラグビーユニオンクラブである。ユナイテッド・ラグビー・チャンピオンシップに所属。

## 歴史

### クラブ創設～プロ化まで
アイルランドの南東部、レンスターの地域代表チームとしては1875年頃から活動しており、アルスターの代表チームなどと連合してイングランド代表チームとの試合を行っていた。1879年、ワンダラーズFC、ランズダウンFC、ダブリン大学といった地元クラブの選手たちによる地域代表チームとして、正式に設立された。その後は第一次世界大戦、第二次世界大戦による中断をはさみながら、地域内、地域間での試合が行われた。

### プロ化～2014年頃まで
1990年代中盤、ラグビーユニオンのプロ化に伴いレンスター・ラグビーもプロのクラブとなった。新たに作られたケルティックリーグ（現・ユナイテッド・ラグビー・チャンピオンシップ）に参加した2001年にはレンスター・ライオンズという呼称があったが、2004-05シーズンの前にライオンズの名前はなくなっている。ケルティックリーグの初年度はプール戦で7戦全勝し、決勝では同じくアイルランドのマンスター・ラグビーを下して優勝を果たした。翌シーズン、プロ12のプール戦で5位に沈むものの同年のハイネケンカップでプール戦6戦で全勝した（その後準決勝でUSAペルピニャンに敗れ敗退）。以降、ケルティックリーグ、ハイネケンカップにおいて数シーズンに渡りタイトル獲得を逃す期間が続き、2006年に進出したハイネケンカップの準決勝でもライバルのマンスターに6-30で敗れている。
2007-08シーズン、レンスターはケルティックリーグで2002年以来の優勝を果たし、翌シーズンのハイネケンカップでは決勝でイングランドのレスター・タイガースに勝利し、初優勝を遂げた。その後ケルティックリーグ（2011-12シーズンからはプロ12）において、2010年から3年連続準優勝、さらに2013年、2014年は連覇を果たし、またハイネケンカップにおいても2011年、2012年と連覇を成し遂げ、クラブの黄金時代を築いた。

### 2015年～現在
2015年、ヨーロピアンラグビーチャンピオンズカップ（ハイネケンカップの後継大会）で準決勝に進出するも、前年に準々決勝で敗れたRCトゥーロンにまたも敗れ、タイトルを逃している（RCトゥーロンは3連覇達成）。2018年は、ヨーロピアンラグビーチャンピオンズカップにおいてはフランスのラシン92を、プロ14においてはウェールズのスカーレッツをそれぞれ決勝で破り、2冠を達成した。

## タイトル
- ユナイテッド・ラグビー・チャンピオンシップ…2002、2008、2013、2014、2018、2019、2020、2021、2024
- ハイネケンカップ／ヨーロピアンラグビーチャンピオンズカップ…2009、2011、2012、2018
- ヨーロピアンラグビーチャレンジカップ…2013

## スコッド
2024-25シーズンのスコッド（2024年8月現在）
| フッカー - リー・バルロン - ローナン・ケラハー - ジョン・マーキー - ダン・シーハン プロップ - ジャック・ボイル(Jack Boyle) - トム・クラークソン - タイグ・ファーロング - キアン・ヒーリー - パディー・マッカーシー(Paddy McCarthy) - マイケル・ミルン - アンドリュー・ポーター - ラバー・スリマニ ロック - ライアン・ベアード - ブライアン・ディーニー - ジョー・マッカーシー - ジェームズ・ライアン - RG・スナイマン | フランカー/No.8 - ジャック・コナン - ウィル・コナーズ - ジェームズ・カルヘイン - マックス・ディーガン - ケーラン・ドリス - マーティン・モロニ－ - スコット・ペニー - アレックス・ソロカ - ジョシュ・ファンダーフリーアー スクラムハーフ - コーマック・フォーリー - ジャミソン・ギブソン＝パーク - ルーク・マクグラス フライハーフ - ハリー・バーン - ロス・バーン - キアラン・フローリー - サム・プレンダーガスト | センター - ジョーディー・バレット - ロビー・ヘンショー - ジェイミー・オスボーン - ギャリー・リングローズ - リアム・ターナー ウイング - ジョーダン・ラーマー - ジェームズ・ロウ - トミー・オブライエン - ロブ・ラッセル フルバック - ヒューゴ・キーナン - ジミー・オブライエン |
| | | |
| はキャプテン。 | | |

## 歴代所属選手
- ブライアン・オドリスコル (Brian O'Driscoll) …アイルランド代表通算133キャップのセンター(CTB)。
- ゴードン・ダーシー (Gordon D'Arcy) …アイルランド代表、クラブ史上最多キャップ保持。
- シェーン・ホーガン (Shane Horgan) …アイルランド代表、クラブ史上最多トライ獲得。
- フェリペ・コンテポーミ (Felipe Contepomi) …アルゼンチン代表のフライハーフ(スタンドオフ)。
- マルコム・オケリー (Malcolm O'Kelly) …ロック(LO)、アイルランド代表92キャップ。
- オイン・レダン (Eoin Reddan) …アイルランド代表71キャップ。
- ジェイミー・ヒースリップ (Jamie Heaslip) …アイルランド代表95キャップ。
- ザイン・カーシュナー (Zane Kirchner) …南アフリカ代表31キャップ。
- マリアノ・ガラルサ(Mariano Galarza)…アルゼンチン代表26キャップ、現在はバイヨンヌに所属。
- ケーン・ダグラス(Kane Douglas)…オーストラリア代表31キャップ、現在はボルドーに所属。
- イアン・マッキンリー(Ian McKinley)…イタリア代表9キャップ、現在はベネットンに所属。
- タイグ・バーン(Tadhg Beirne)…アイルランド代表13キャップ、現在はマンスターに所属。
- アンドリュー・コンウェイ(Andrew Conway)…アイルランド代表21キャップ、現在はマンスターに所属。
- ジョーイ・カーベリー(Joey Carbery)…アイルランド代表22キャップ、現在はマンスターに所属。
- ジョーディ・マーフィー(Jordi Murphy)…アイルランド代表30キャップ、現在はアルスターに所属。
- ジョー・トマニ (Joe Tomane) …オーストラリア代表17キャップ。
- ロブ・カーニー (Rob Kearney) …アイルランド代表98キャップ。
- スコット・ファーディー (Scott Fardy) …オーストラリア代表39キャップ。
- ショーン・クローニン (Seán Cronin) …アイルランド代表72キャップ。
- マイケル・アラアラトア(Michael Alaalatoa)…サモア代表15キャップ、現在はASMクレルモン・オーヴェルニュに所属。
- リース・ラドック (Rhys Ruddock) …アイルランド代表通算27キャップ。
- ジョナサン・セクストン (Jonathan Sexton) …アイルランド代表通算118キャップのスタンドオフ(SO)で2011・2015・2019・2023年4大会連続W杯出場、クラブ史上最多得点獲得。